# Joycenara Baptista
Joycenara Baptista, mais conhecida como Joyce (nascida em 25 de junho de 1967, em Curitiba), é uma ex-jogadora brasileira de basquete que ocupava a posição de pivô.
Fez parte da Seleção Brasileira de Basquetebol Feminino com a qual conquistou a medalha de ouro nos Jogos Panamericanos de 1991, realizados em Havana.  Ademais, foi campeã do Campeonato Sudamericano de Basquete adulto realizado na Colômbia, em 1991.

## Estatísticas FIBA
| Ano          | Campeonato                                                      | PPJ | RPJ | APJ |
| ------------ | --------------------------------------------------------------- | --- | --- | --- |
| 1992         | Jogos Olímpicos                                                 | 1.3 | 0.3 | 0   |
| 1992         | Torneio clasificatorio mundial feminino para os jogos olímpicos | 0.7 | 0   | 0   |
| 1990         | Campeonato Mundial de Basquete feminino                         | 2.8 | 0   | 0   |
| Média total  | Média total                                                     | 1.6 | 0.1 | 0   |
| Fonte: FIBA. |                                                                 |     |     |     |